# Campionati austriaci di ski cross 2017
I Campionati austriaci di ski cross 2017 si sono svolti a Pitztal il 26 novembre del 2016. Il programma ha incluso sia la gara femminile che la gara maschile. 
Trattandosi di competizioni valide anche ai fini del punteggio FIS, vi hanno partecipato anche sciatori di altre federazioni, senza che questo consentisse loro di concorrere al titolo nazionale austriaca.

## Risultati

### Uomini
| Pos. | Atleta               | Nazione     |
| ---- | -------------------- | ----------- |
| 1    | Christopher Delbosco | Canada      |
| 2    | Thomas Zangerl       | Austria     |
| 3    | Armin Niederer       | Svizzera    |
| 4    | Ryan Regez           | Svizzera    |
| 5    | Sergej Ridzik        | Stati Uniti |
| 6    | Alex Fiva            | Svizzera    |
| 7    | David Duncan         | Austria     |
| 8    | Thomas Zangerl       | Austria     |
| 9    | Johannes Rohrweck    | Austria     |

### Donne
| Pos. | Atleta               | Nazione     |
| ---- | -------------------- | ----------- |
| 1    | Marielle Thompson    | Canada      |
| 2    | Ophelie David        | Francia     |
| 3    | Tania Primak         | Stati Uniti |
| 4    | Daniela Maier        | Germania    |
| 5    | Karolina Riemen      | Polonia     |
| 6    | Anastasiia Chirtcova | Russia      |
| 7    | Alexandra Edebo      | Svezia      |
| 8    | Brittany Phelan      | Canada      |
| 9    | Kelsey Serwa         | Canada      |
| 10   | Georgia Simmerling   | Russia      |
| 11   | Katrin Ofner         | Austria     |
| 18   | Christina Staudinger | Austria     |